# Bumba (stad)
Bumba is een stad in de Democratische Republiek Congo, gelegen aan de Kongostroom in de provincie Mongala. In 2010 heeft ze een bevolkingsaantal van naar schatting 103.000 inwoners.
De stad is de zetel van het rooms-katholieke bisdom Lolo.

## Economie
Vóór de Congolese Burgeroorlog van de jaren '90 was Bumba een belangrijke leverancier van maniok, palmolie en rijst voor de hoofdstad Kinshasa.

## Transport
Bumba was vroeger met de stad Isiro verbonden via een smalspoorlijn, maar deze is in onbruik geraakt. Via de Kongostroom is de stad in het westen verbonden met Lisala en in het oosten met Basoko. Via de weg kunnen Lisala in het westen, Aketi in het oosten en Yakoma in het noorden bereikt worden. De stad beschikt ook over een vliegveld.

## Varia
De schrijver Jef Geeraerts was hier in de jaren '50 assistent-gewestbeheerder. In 2010 keert hij er terug in gezelschap van de Vlaamse schrijver Erwin Mortier die hierover bericht in het boek 'Afscheid van Congo'.